# Ta en To
Ta en To zijn twee bekende typetjes uit het Nederlandse educatieve jeugdprogramma Het Klokhuis, die respectievelijk gespeeld werden door Aart Staartjes en Joost Prinsen. Hun volledige namen zijn  Ta van der Hoeven en To Blijdestijn.
Het zijn twee kibbelende, oude dames. Vaak doet To iets vreemds, waarmee ze Ta's zenuwen sloopt. Ook wordt Ta vaak door To gepest. Zodoende ontstaan er conflicten, die meestal eindigen met een huilende Ta. 

## Bekende sketches
- To die in een winkel voor een veiligheidscamera Ta voor de grap beschuldigt van winkeldiefstal.
- Ta's huiskamer die onder het schuim komt te zitten.
- To heeft een snelkookpan gekocht, die ontploft.
- Ta en To krijgen nieuwe ramen, maar Ta moppert enkel op de bouwvakkers die de ramen komen inzetten.